# DSS DJ
DSS DJ es una aplicación para la edición de audio digital, con la interfaz gráfica parecida a la de una consola de DJ, con 4 diferentes skins para una mayor personalización.
Actualmente, DSS DJ cuenta con varias herramientas de edición, como; loops predefinidos (de 1/2, 1, 2, 4, 8 ó 16 beats), cue, ajuste automático de BPM, reproducir al revés la canción, freno, volumen independiente por canales, velocidad de reproducción, Auto-DJ (cambio automático de pistas), ecualizador, y la opción de reproducir dos pistas a la vez.
En la parte superior de la aplicación se encuentra una biblioteca multimedia, con la posibilidad de adherir direcciones, archivos independientes, borrar archivos seleccionados y eliminar todas las pistas de la biblioteca
- Datos: Q5797234

DSS DJ cuenta con dos decks (A y B) para la mezcla de pistas, además de un mini reproductor para previsualizar la(s) pista(s) seleccionadas de la biblioteca